# RWE
RWE AG és una empresa energètica multinacional alemanya amb seu a Essen. Genera i comercialitza electricitat a l'Àsia-Pacífic, Europa i els Estats Units. És l'empresa europea més amenaçadora per al clima, la número dos del món en energia eòlica marina i la tercera empresa d'energia renovable d'Europa. A la Forbes Global 2000 de 2020, RWE Group es va classificar com la 297a empresa pública més gran del món.
RWE va confirmar el desembre de 2015 que separaria la seva generació d'energia renovable, xarxa elèctrica i operacions minoristes en una altra companyia, Innogy SE, durant el 2016, i vendria una participació del 10% en el negoci mitjançant una oferta pública inicial. La reestructuració va ser causada per un esforç per reduir l'exposició del grup als costos del desmantellament nuclear, provocats per la iniciativa política del govern alemany de tancar totes les centrals nuclears el 2022.
El juliol de 2019, la gestió del conflicte per part de RWE amb activistes al bosc de Hambach va ser fortament criticada als mitjans de comunicació. Finalment, l'empresa va acceptar abstenir-se de netejar el bosc fins a la tardor de 2020.
El juliol de 2020, RWE va completar un acord d'intercanvi d'actius de gran abast amb l'empresa E.ON pel qual la cartera internacional de generació renovable d'E.ON i Innogy es transferia a RWE.

## Història

### Abans de la Primera Guerra Mundial
L'empresa va ser fundada a Essen l'any 1898, com a Rheinisch-Westfälisches Elektrizitätswerk Aktiengesellschaft (central elèctrica de Rennes-Westfàlia) per Elektrizitäts-Actien-Gesellschaft vorm. W. Lahmeyer & Company (EAG) i altres. El nom complet es va utilitzar fins a l'any 1990 quan es va canviar el nom a RWE AG. La seva primera central elèctrica va començar a funcionar a Essen l'any 1900. El 1902, EAG va vendre les seves accions a un consorci format pels industrials del Ruhr Hugo Stinnes i agost Thyssen.
El 1906, va ampliar les seves operacions més enllà d'Essen amb l'adquisició Elektrizitätswerk Berggeist AG a Brühl, i Bergische Elektrizitätswerke GmbH, Solingen. Durant el mateix any, també va adquirir participacions de les empreses de tramvies Bochum-Gelsenkirchener Straßenbahn AG i Rheinische Bahngesellschaft AG.
El 1908, RWE va signar contractes amb Städtische Elektrizitätswerk Dortmund i Elektrizitätswerk Westfalen AG. Junts van crear l'empresa Westfälische Verbands-Elektrizitätswerk AG. RWE va contribuir a la nova empresa amb la seva central elèctrica a Dortmund–Kruckel i la xarxa de subministrament a Witten/Dortmund. Més tard totes aquestes empreses van formar Vereinigte Elektrizitätswerke Westfalen AG (VEW).
El 1909, RWE va obrir la central elèctrica de Reisholz i va adquirir una participació a la companyia de tramvies Süddeutsche Eisenbahngesellschaft AG. RWE també va començar a construir la seva pròpia xarxa de subministrament de gas el 1909. Els lliuraments de gas de carbó a la regió de Bergisches Land van començar el 1912. El 1914, RWE va obrir la central elèctrica Vorgebirgszentrale a Hürth. El 1920, la planta tenia una capacitat instal·lada de 190 megawatts, fet que el va convertir en el més gran d'Europa.
Abans de la Primera Guerra Mundial, els municipis d'Essen, Mülheim an der Ruhr i Gelsenkirchen es van convertir en accionistes de RWE. A la dècada de 1920, Bonn, Colònia, Krefeld, Duisburg i Düsseldorf també es van convertir en accionistes i els municipis eren propietaris de la majoria de les accions de RWE. El 1925, l'estat prussià es va convertir en accionista de RWE. El 1929, els municipis i la província del Rin van combinar les seves participacions en una societat holding Kommunale Aufnahmegruppe für Aktien GmbH.

### Anys d'entreguerres i Segona Guerra Mundial
El 1920, RWE va adquirir Niedersächsische Kraftwerke AG, ubicada a Osnabrück. El 1922, va ampliar el seu negoci de carbó adquirint tres mines d'antracita a Essen i una participació majoritària a l'empresa de lignit Braunkohlen- und Briketwerke Roddergrube AG. El 1923, va adquirir la seva empresa fundadora EAG. Tres anys més tard, la companyia va adquirir una participació a Rheinische Elektrizitäts-Aktiengesellschaft (Rheinelektra) i es va convertir en accionista de la recentment creada companyia de gas Ruhrgas a canvi de la seva xarxa de gas. El 1927, RWE i Prússia van intercanviar les seves participacions als jaciments de carbó d'Brunswick i Colònia i RWE es va convertir en propietari de Braunkohlen-Industrie AG Zukunft.
El 1932, RWE va adquirir una participació majoritària a l'empresa carbonífera Rheinische Aktiengesellschaft für Braunkohlenbergbau (Rheinbraun). El 1936, va adquirir Niederrheinische Braunkohlenwerke AG, un operador de la central elèctrica de Frimmersdorf.
L'1 de maig de 1933, el consell executiu, inclòs Ernst Henke, es va unir al NSDAP com a organisme unificat.
Des de la tardor de 1943, la policia estatal d'Essen investigava Wilhelm Ricken, director tècnic de RWE i director general designat, per "subversió de l'exèrcit". L'aleshores primer alcalde d'Essen, Just Dillgardt, que també era segon president del consell de supervisió de RWE, havia denunciat a Ricken a la policia estatal. Anteriorment, havia rebut un consell del llavors director comercial i membre del consell de Ricken, Friedrich Praedel. Es diu que aquest "membre de la junta" de RWE va empènyer Dillgardt a presentar càrrecs. Wilhelm Ricken va ser arrestat el 20 d'octubre de 1943 i condemnat a mort el 8 de març de 1944 pel Volksgerichtshof (Tribunal Popular), en part per la seva declaració que "la guerra acabaria com el 1918". El 2 de maig de 1944, Wilhelm Ricken va ser executat a Berlín-Plötzensee.
El 2015, es va col·locar un "Stolpersteine" en aquesta a la seva adreça d'Essen per commemorar el destí de Ricken.

### Evolució des de la Segona Guerra Mundial
Durant la Segona Guerra Mundial, la infraestructura propietat de RWE va ser greument danyada però principalment reparada el 1948. El 1952, la companyia va ser exclosa del control dels aliats. El 1957, RWE va adquirir l'empresa de carbó Neurath AG.
RWE i la propietat estatal bavaresa 'Bayernwerk' van unir forces per construir el primer reactor nuclear industrial d'Alemanya. La central nuclear experimental de Kahl (15 megawatts), construïda just al costat de la central elèctrica de carbó de Dettingen de RWE, va subministrar la seva primera electricitat el 1962. Fins al seu tancament el 1985, aquesta planta serviria com a font de troballes importants que van donar suport al disseny i funcionament dels reactors nuclears comercials.
Les operacions nuclears de RWE van començar el 1961, quan RWE i Bayernwerk (ara part d'E.ON) van començar a construir el primer reactor nuclear industrial alemany: la central nuclear de Kahl. L'any 1962 van començar a construir la central nuclear de Gundremmingen. L'any 1965, a petició dels municipis del voltant, la central elèctrica de Karnap a Essen va començar a cremar residus domèstics.
El 1969, RWE va adquirir una participació a Gelsenkirchener Bergwerks-Aktiengesellschaft que va permetre la seva expansió a la indústria petroliera. Tanmateix, el 1974, es va vendre a VEBA AG.
El 1971, va fundar Gesellschaft für elektrischen Straßenverkehr, una empresa pensada per desenvolupar un cotxe elèctric que pogués ser produit a escala comercial. El prototip presentat el 1983 es va produir en cooperació amb Volkswagen i es va anomenar City-Stromer.
El 1988, RWE es va expandir de nou a la indústria petroliera adquirint Deutsche Texaco, abans coneguda com a Deutsche Erdoel AG, que va passar a anomenar-se RWE-DEA AG für Mineralöl und Chemie (RWE-DEA).
A la dècada de 1990, després de la caiguda del mur, RWE va adquirir una sèrie d'actius a l'antiga Alemanya de l'Est, incloses les participacions de la companyia minera Lausitzer Braunkohle AG (LAUBAG) i la companyia elèctrica VEAG. L'any 2000, RWE i VEW es van fusionar per crear un "nou" RWE, i es van vendre les participacions a LAUBAG i VEAG (ara totes dues fusionades a Vattenfall Europe) per evitar infringir les lleis de competència.
L'any 2001, RWE es va fer càrrec de l'empresa britànica Thames Water. El 2002, va adquirir American Water Works Company, amb seu a Nova Jersey, que es va convertir en una filial de Thames Water. El 2006, RWE va vendre Thames Water a Kemble Water Limited, un consorci liderat per Macquarie Group. Fins 2008, RWE era propietari d'American Water, la major empresa d'aigua propietat d'inversors dels Estats Units.
El 2002, RWE va adquirir la companyia britànica d'electricitat i gas Innogy per 3.000 milions de lliures esterlines (4.300 milions de dòlars EUA). Posteriorment, Innogy va ser rebatejada amb el nom de RWE npower plc.
Com a resultat de l'intercanvi d'actius amb RAG AG, RWE va cedir la seva participació en la companyia elèctrica STEAG i va rebre el control gairebé total de l'empresa d'energies renovables Harpen AG que s'acabaria completant el 2005. El 2003, RWE també va aconseguir el control total de Thyssengas. El mateix any, va decidir desinvertir la seva empresa americana de carbó Consol Energy.

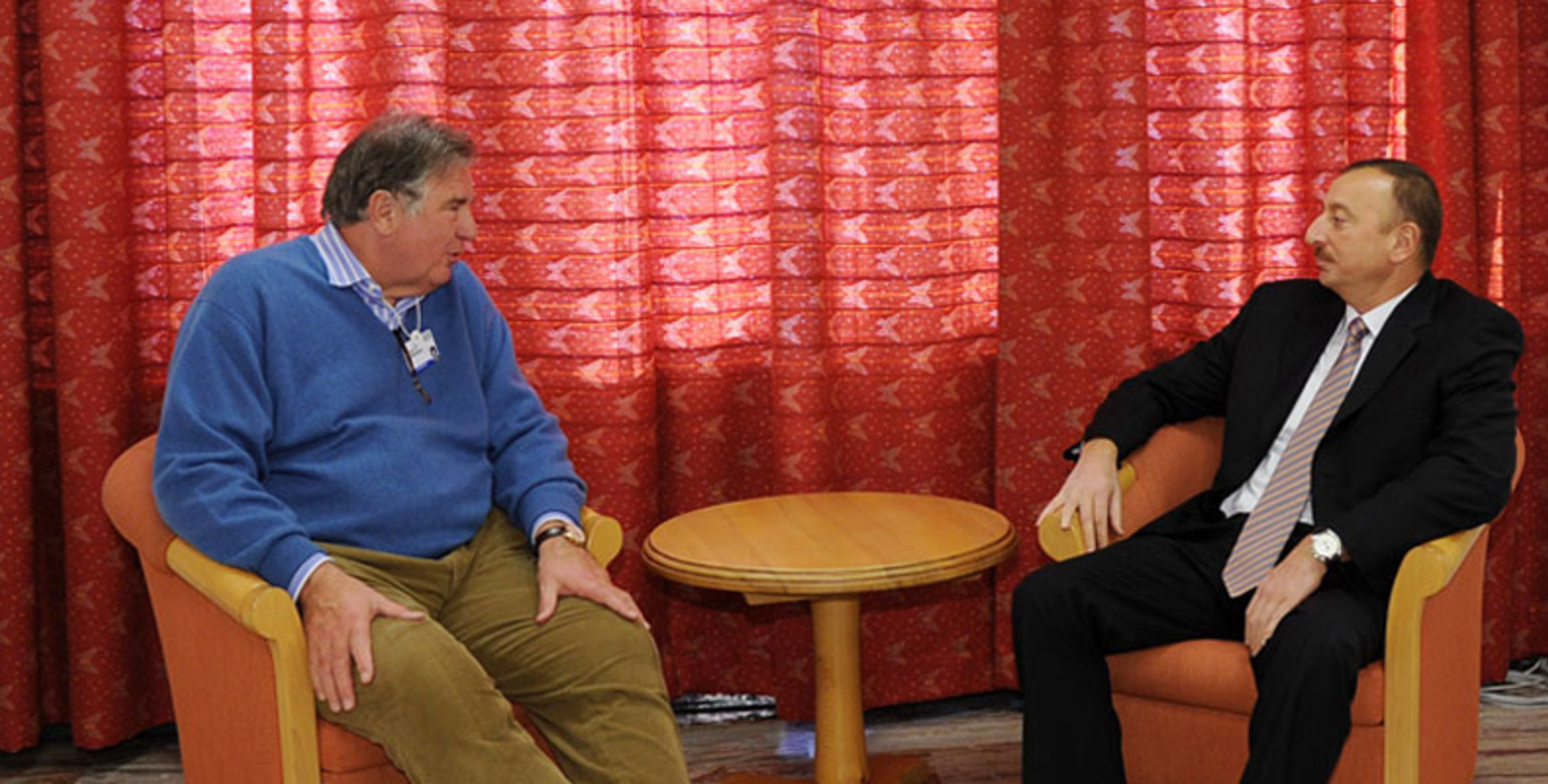
El CEO de RWE, Jürgen Großmann, es va reunir amb el president de l'Azerbaidjan, Ilham Aliyev, el 2011

El 2011, RWE va desagregar el seu sistema de transmissió venent la seva participació majoritària a l'operador de sistemes de transmissió Amprion (RWE Transportnetz Strom GmbH), però mantenint el 25,1% de l'empresa.
El 14 d'agost de 2012, RWE AG va anunciar que la companyia retallaria 2.400 llocs de treball més per reduir costos. Anteriorment, la companyia havia anunciat eliminar 5.000 llocs de treball i 3.000 llocs de treball mitjançant desinversions, tal com s'esperava tancar tots els reactors nuclears el 2022.
L'agost de 2013, RWE va completar la venda de NET4GAS, l'operador de la xarxa de transport de gas txec, per 1,6 € mil milions a un consorci format per Allianz i Borealis. L'empresa (anomenada Transgas AS llavors) va ser privatitzada a RWE el 2002. A la dècada del 2000, RWE també va adquirir empreses energètiques a Polònia (STOEN SA) i Eslovènia (VSE as).
També posseïa RWE Dea (ara DEA AG), que produïa part del petroli i gas RWE venut (la producció anual és d'uns 2 milions de m3 de cru (uns 365.000 BOE)) i 3.000 milions de m3 de gas natural (uns 18 milions de BOE, 49.300 BOE) al dia. El març de 2015, RWE va tancar la venda de RWE Dea a un grup liderat pel multimilionari rus Mikhail Fridman malgrat l'oposició dels reguladors del Regne Unit. L'acord de 5.600 milions de dòlars, anunciat el 2014, va requerir l'aprovació de 14 països on RWE Dea opera a Europa, Orient Mitjà i Àfrica.
L'1 d'abril de 2016, RWE va transferir els seus negocis renovables, de xarxa i minoristes a una empresa separada anomenada Innogy, que cotitza a la Borsa de Frankfurt. La nova entitat va combinar les filials de RWE RWE Innogy, RWE Deutschland, RWE Effizienz, RWE Vertrieb i RWE Energiedienstleistungen.
El març de 2018, es va anunciar que E.ON adquirirà Innogy en un complex de 43 € intercanvi d'actius de mil milions amb RWE. Com a resultat, RWE prendrà una participació del 16,7% a E.ON. Després de la compra del negoci d'energies renovables i d'actius de generació d'electricitat nuclear d'E.ON, s'espera que RWE es converteixi en el tercer proveïdor d'energia renovable d'Europa després de l'espanyola Iberdrola i l'italiana Enel i el segon més gran del mercat d'energia eòlica marina.

## Dades financeres
| Curs | Ingressos | Ingressos nets | Els actius totals | Empleats |
| ---- | --------- | -------------- | ----------------- | -------- |
| 2013 | 54.070    | −2.443         | 81.119            | 66.341   |
| 2014 | 48.468    | 1.693          | 86.316            | 61.715   |
| 2015 | 48.599    | −1.240         | 79.334            | 59.350   |
| 2016 | 45.833    | −5.484         | 76.402            | 59.073   |
| 2017 | 44.585    | 2.315          | 69.059            | 59.333   |
| 2018 | 13.406    | 0,591          | 34.178            | 17.748   |
| 2019 | 13.125    | 1.210          | 39.846            | 19.792   |

## Operacions

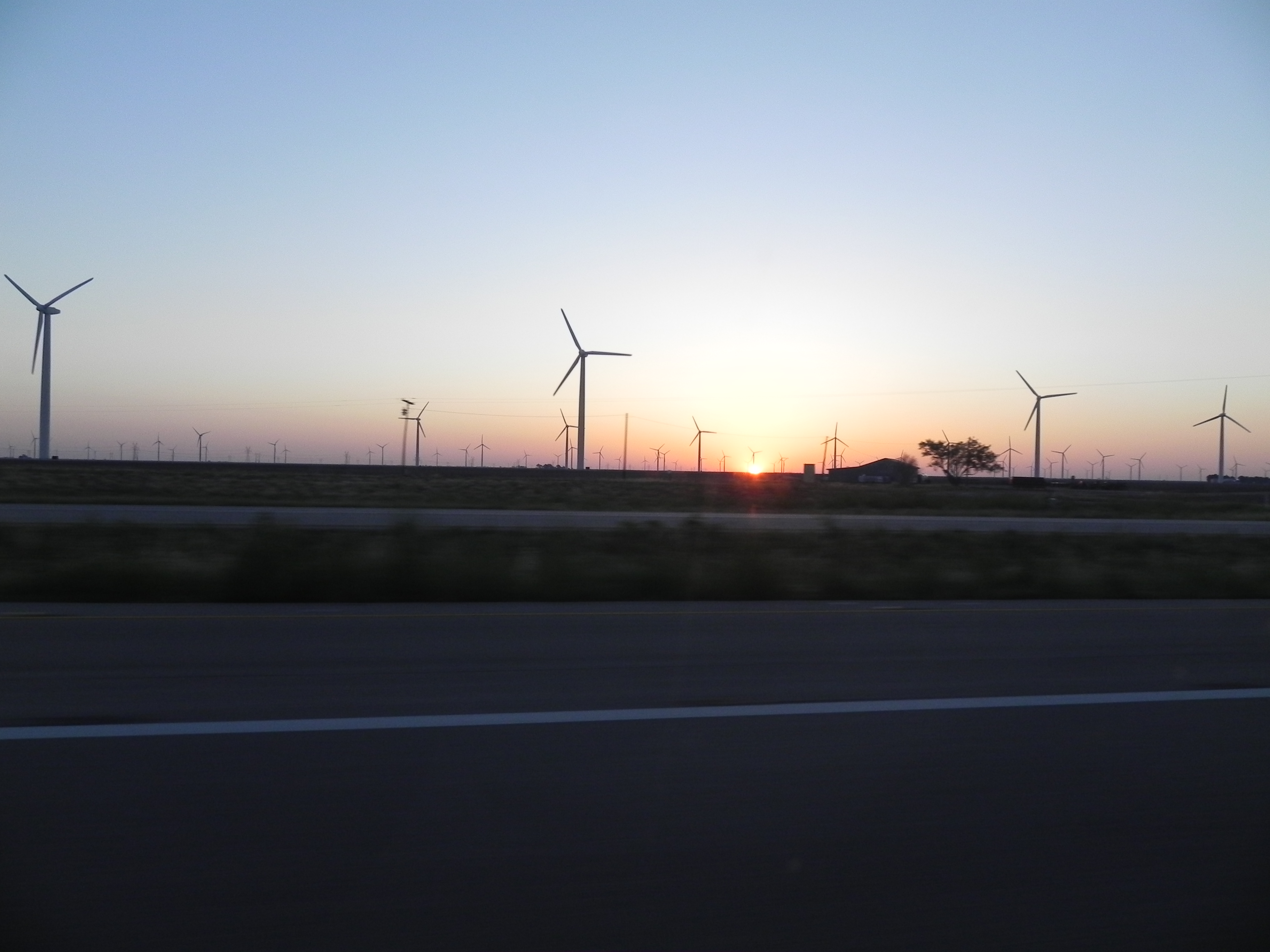
Parc eòlic de Roscoe, propietat de RWE, a Texas, EUA.

RWE opera a Àsia-Pacífic, Europa i els Estats Units. El grup s'organitza al voltant de quatre eixos bàsics:
- Eòlic marí
- Eòlica terrestre/solar
- Hidromassa/Biomassa/Gas
- Subministrament i comerç

A més d'aquestes àrees centrals, hi ha un segment de carbó/nuclear.
Al Regne Unit, RWE és propietari total de RWE Generation UK plc., que opera diverses centrals elèctriques de gas natural i d'energia renovable a tot el Regne Unit. L'última central elèctrica de carbó de RWE al Regne Unit, la central elèctrica d'Aberthaw al sud de Gal·les, es va tancar el març de 2020. La companyia és propietària de les centrals elèctriques de gas Staythorpe a Nottinghamshire, Pembroke a West Wales, Little Barford a Bedfordshire, Great Yarmouth a Norfolk i Didcot 'B' Station a Oxfordshire. Anteriorment, ha tancat la seva central elèctrica Didcot "A" a Oxfordshire, la central elèctrica Littlebrook a Kent, la central elèctrica Fawley a Hampshire i la central elèctrica Tilbury a Essex.
RWE és propietari conjuntament d'un terç del Grup Urenco amb E.ON. La resta de participacions les tenen els governs britànic i neerlandès, amb un terç cadascun.

## Dades sobre la producció d'energia
El 2019, RWE va produir un total de 153,2 TWh d'electricitat a partir de les següents fonts: 33,2% gas natural, 32% lignit, 13,8% energia nuclear, 10,7% renovables, 9,3% carbó i 1,2% emmagatzematge per bombeig. L'any 2019, la companyia va generar 88,1 Mt de CO2. La producció d'electricitat a la sucursal alemanya de RWE va tenir les següents implicacions ambientals el 2006: 700 μg/kWh residus radioactius i 752 g/kWh emissions de gas hivernacle. L'any 2007, l'empresa es va situar entre el 28è i el 29è lloc d'emissors per país.

## Crítiques i polèmiques

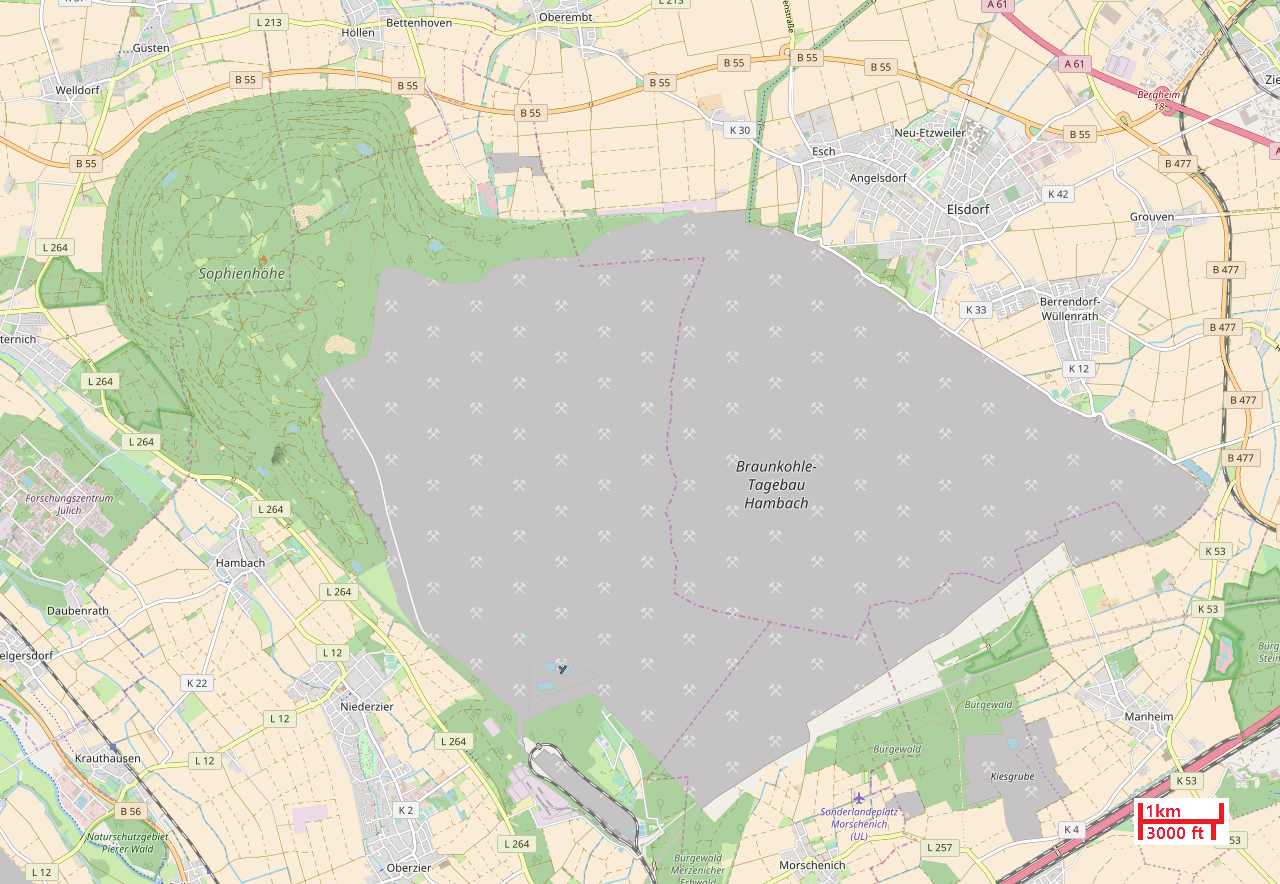
mina de superfície Hambach (gris); Bosc de Hambach restant i ocupat més al sud (al nord-est de Morschenich)

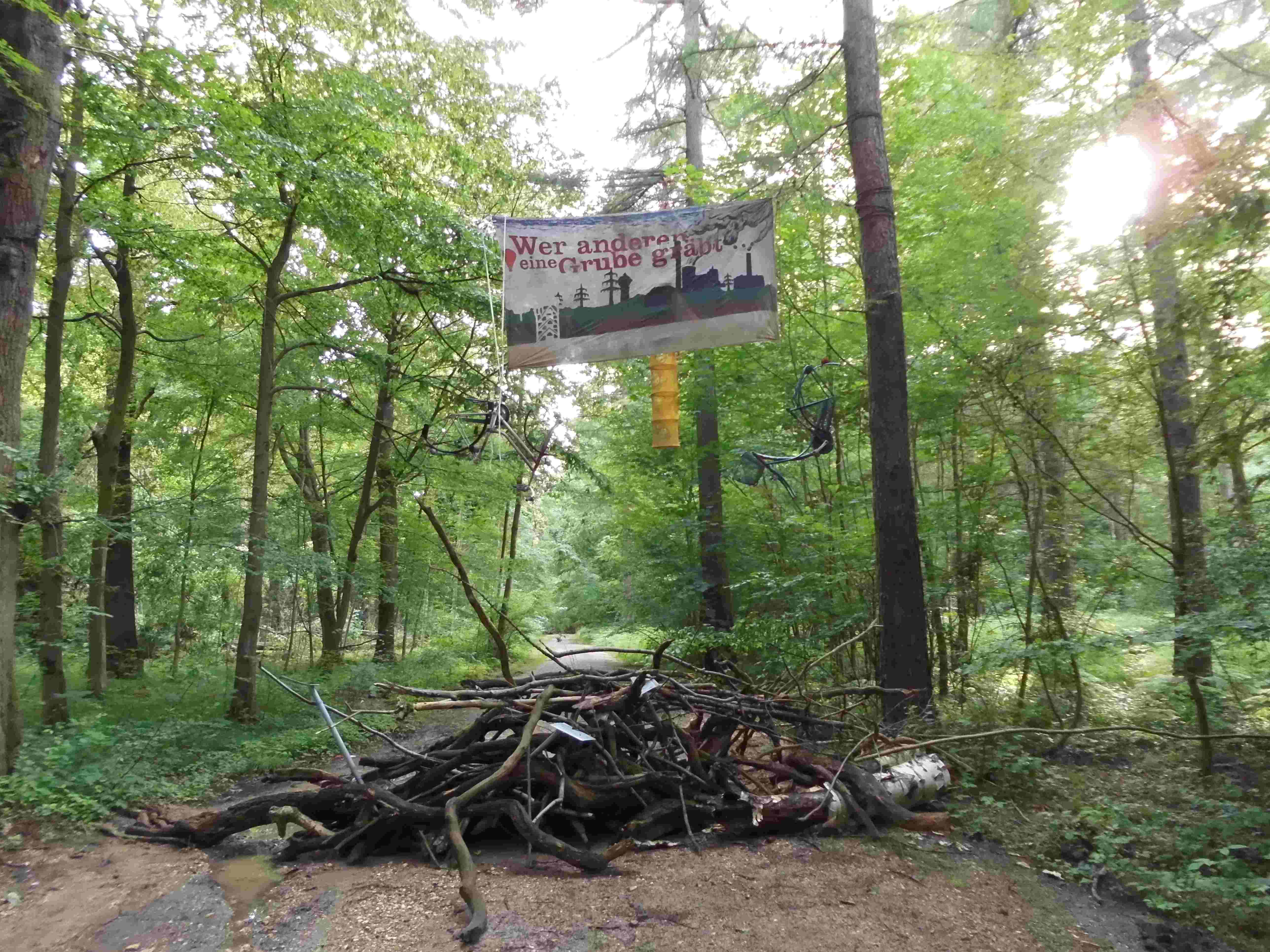
Barricada

RWE ha estat durant molt de temps un dels principals objectius dels activistes climàtics, en part com a resultat d'una batalla llarga i destacada per preservar un bosc a l'oest d'Alemanya que està amenaçat per l'expansió planificada d'una de les mines de carbó del grup. RWE també opera algunes de les centrals elèctriques de carbó més grans d'Europa.
El 2018, RWE va ser el major productor d'emissions de diòxid de carboni a Europa.
Des del 2012, els ecologistes protesten contra RWE a causa de la mina de superfície Hambach situada a la zona del bosc de Hambach. El novembre de 2017, en la demanda presentada per Bund für Umwelt und Naturschutz Deutschland (BUND), la branca alemanya d'Amics de la Terra, el Tribunal Administratiu Superior de Münster va decidir posar fi a la tala d'arbres. Segons el BUND, el bosc d'Hambach és un hàbitat tipus 9160 de l'annex I de la Directiva Europea d'hàbitats (Directiva 92/43/CEE del Consell, de 21 de maig de 1992).
Els opositors també argumenten que mai es va dur a terme un estudi d'avaluació d'impacte ambiental de la mina. El jutjat administratiu de Colònia va negar la necessitat d'aquest estudi el novembre de 2017, perquè el permís per a les explotacions mineres es va donar als anys setanta, molt abans que els estudis d'avaluació d'impacte ambiental fossin obligatoris. A l'octubre de 2018, s'estima que 50.000 manifestants es van manifestar en contra de la tala forestal continuada planificada per l'empresa per a l'ampliació de la seva mina de carbó a cel obert, mentre que una ordre judicial va retardar el procés almenys fins a finals de 2020, per explorar si infringia les regulacions mediambientals de la UE.
El setembre de 2021, es va revelar que RWE es troba entre diverses empreses de combustibles fòssils que demandaven els governs per promulgar polítiques verdes contra el canvi climàtic. RWE està demandant el govern neerlandès per 1.600 milions de dòlars després de la seva decisió d'eliminar i tancar les centrals elèctriques de carbó.

## Patrocini
Entre 2001 i 2007, RWE va ser el principal patrocinador de l'equipació del club de la Bundesliga alemanya Bayer 04 Leverkusen.